# Stanley, Iowa
Stanley är en ort i Buchanan County i delstaten Iowa, USA.